# سارا بالانتين
سارا بالانتين هي لاعب هوكي الحقل كندية، ولدت في 20 نوفمبر 1964.

## وصلات خارجية
- سارا بالانتين على موقع الاتحاد الدولي للهوكي (الإنجليزية)
- سارا بالانتين على موقع اللجنة الأولمبية الدولية (الإنجليزية)
- سارا بالانتين على موقع أوليمبيديا (الإنجليزية)
- سارا بالانتين على موقع اللجنة الأولمبية الكندية (الإنجليزية)